# 阪急商業開発
株式会社阪急商業開発（はんきゅうしょうぎょうかいはつ）は、阪急百貨店やイズミヤを傘下に持つエイチ・ツー・オー リテイリンググループで、「モザイクモール港北」「京都アバンティ」「洛北阪急スクエア」などの複合型大型ショッピングセンター（複合商業施設）を運営する企業である。日本ショッピングセンター協会加盟。

## 概要

### エイチディ開発
株式会社阪急百貨店は1992年（平成4年）4月、阪急川西能勢口駅前地区第二工区再開発ビルの核店舗の運営、付随するデベロッパー事業を行う企業として株式会社エイチディ開発を兵庫県川西市に設立した。社名は親会社の社名、HANKYU DEPARTMENTSTORESに由来する。阪急百貨店は阪急電鉄や三菱倉庫との共同出資でデベロッパー事業を行うタクトを設立していたが、単独出資は初めてのことだった。このように単独出資のデベロッパー事業を開始した理由は、川西阪急を川西能勢口駅南口のアステ川西ですでに運営していたが、阪急と能勢電鉄の直通運転などさらなる発展が見込めるエリアであったためである。1996年（平成8年）4月、川西能勢口駅北口に紀伊國屋書店などが入居する専門店ビルモザイクボックスを開業した。
また、2000年（平成12年）に大井阪急を業態転換した阪急 大井町デイリーショッパーズを開業した。

### モザイク開発
1997年には全く別に、阪急百貨店の関西郊外店（千里阪急、川西阪急）運営ノウハウを生かして21世紀型の広域型ショッピングセンターを開発すべく、神奈川県横浜市都筑区に株式会社モザイク開発を設立した。同社は2000年3月に都筑阪急を核店舗とするモザイクモール港北を開業した。

### 社名変更以降
親会社が同じ阪急百貨店であることなどを理由に、2001年に両社は合併した。エイチディ開発が存続会社だが、株式会社モザイク開発に商号変更した。2003年に株式会社阪急ショッピングセンター開発、2007年に現社名に改称している。2004年(平成16年)10月には数寄屋橋阪急の業態転換でモザイク銀座阪急、2005年（平成17年）3月には四条河原町阪急の7・8階にモザイクダイニング四条河原町を開業するなど、百貨店の業態転換による都市型ショッピングセンターの運営を拡大した。
しかし、2007年に阪急百貨店が阪神百貨店と統合し、その持株会社のエイチ・ツー・オー リテイリング（H2Oリテイ）が発足した後は、タクトからハーバーランドモザイクの運営を受託したのを最後に、新たな施設の運営はなかった。ハーバーランドモザイクは近隣の神戸阪急(ハーバーランド)閉鎖に合わせて2012年8月末に運営受託を解消。モザイクダイニング四条河原町は改装されて住友不動産の直営となり、阪急 大井町デイリーショッパーズとモザイク銀座阪急に至っては解体・再開発された。阪急大井町ガーデンは引き続き、H2Oリテイ傘下ながら当社ではなく、株式会社大井開発が運営している。

### イズミヤ系施設の運営
転機が訪れたのは2014年のH2Oリテイとイズミヤとの経営統合である。この統合により、イズミヤが所有していた京都の専門店ビル「京都アバンティ」（京都市南区）と郊外型ショッピングセンター「カナート洛北」（京都市左京区）の運営を始めた。カナート洛北は2019年に増床リニューアルを行い、洛北阪急スクエアに改称した。一方、当初から運営していたモザイクボックスは2021年11月1日から東京建物グループのプライムプレイスの受託運営に移行してグループを離脱した。
現在はモザイクモール港北、洛北阪急スクエア、京都アバンティの3施設を運営している。
なお、エイチ・ツー・オー 商業開発はイズミヤの衣料品売場などを運営する別会社である。しかし、社名のとおり同じH2Oリテイ傘下であり、カナートモールなどイズミヤ関係の商業施設を運営している共通点がある。また、モザイクボックスの運営終了とともに川西市から本社を移転し、2021年から同じ大阪市西成区に本社を置く。

## 沿革
- 1992年（平成04年）
  - 4月17日 - 兵庫県川西市に株式会社エイチディ開発が設立
- 1996年（平成08年）
  - 4月 - 兵庫県川西市の川西能勢口駅北口にモザイクボックスを開業
- 1997年（平成09年）
  - 4月1日 - 神奈川県横浜市都筑区に株式会社モザイク開発が設立
- 2000年（平成12年）
  - 3月 - モザイク開発、モザイクモール港北をオープン
  - 4月 - エイチディ開発、大井阪急の業態転換で、阪急 大井町デイリーショッパーズをオープン
- 2001年（平成13年）
  - 3月 - 株式会社エイチディ開発が株式会社モザイク開発を合併し、株式会社モザイク開発に商号変更
- 2003年（平成15年）
  - 4月 - 株式会社阪急ショッピングセンター開発に商号変更
- 2004年（平成16年）
  - 10月 - 数寄屋橋阪急の業態転換でモザイク銀座阪急オープン
    - 1990年代のリニューアルで専門店を入居したH2数寄屋橋阪急（H2）となっていたのを完全に専門店ビルに転換
- 2005年（平成17年）
  - 3月 - 四条河原町阪急の7・8階にモザイクダイニング四条河原町オープン
- 2007年（平成19年）
  - 4月 - ハーバーランドモザイクの運営受託
  - 10月 - 株式会社阪急商業開発（現社名）に商号変更
- 2008年（平成20年）
  - 3月 - 阪急大井町デイリーショッパーズ閉館
    - 後継施設の阪急大井町ガーデンは大井開発の運営
- 2012年（平成24年）
  - 8月31日 - モザイク銀座阪急閉館
  - 9月 - ハーバーランドモザイク運営受託終了
- 2015年（平成27年）
  - 1月 - モザイクダイニング四条河原町閉館
    - 京都マルイ開業後も営業していた
- 2016年（平成28年）
  - 10月 - 京都アバンティ、カナート洛北運営受託
    - いずれもイズミヤ系列施設で、前者はイズミヤがOPAに運営委託していた。
- 2019年（平成31年）
  - 4月 - 京都アバンティ、カナート洛北直営化
- 2019年（令和元年）	
  - 12月 - カナート洛北を洛北阪急スクエアに名称変更し、増床リニューアル
- 2021年（令和3年）
  - 10月31日 - モザイクボックスの受託運営を終了。
  - 11月2日 - 本社を大阪市西成区に移転[6]。

## 運営・開発施設

### 現在運営している施設
★は旧・イズミヤ系施設である。
- モザイクモール港北（神奈川県横浜市都筑区）
  - センター北駅前、核店舗は都筑阪急（2020年以降は食品のみ）
- ★京都アバンティ（京都府京都市南区）
  - 京都駅前
- ★洛北阪急スクエア（京都市左京区）
  - 高野橋東詰バス停または茶山駅最寄り、デイリーカナートイズミヤが核店舗

### かつて運営していた施設
- モザイクボックス（現・ラソラ川西）
- モザイクダイニング四条河原町
  - 京都住友ビル（四条河原町阪急→京都マルイ）7・8階
- ハーバーランドモザイク
- モザイク銀座阪急
  - 旧・数寄屋橋阪急（H2数寄屋橋阪急）、銀座TSビル
- 阪急 大井町デイリーショッパーズ
  - 大井町駅前、核店舗は阪急大井食品館とアワーズイン阪急。建て替え後の阪急大井町ガーデンも核店舗は同じだが、大井開発による運営である。